# David de Souza
David de Souza (Figueira da Foz, 6 de Maio de 1880 — 3 de Outubro de 1918) foi um compositor, maestro e musicista violoncelista português.

## Biografia
Realizou os seus estudos musicais no Conservatório Nacional, em Lisboa, na classe de violoncelo de Eduardo Wagner e de Cunha e Silva, bem como em teoria musical, com Freitas Gazul.
Em 1904, partiu para a Alemanha como bolseiro do Estado Português, estudando no Conservatório de Leipzig com Julius Klengel, um dos mais famosos violoncelistas de então.
Em 1913, regressou a Portugal, tendo-se entretanto estreado como maestro num concerto realizado no Teatro Nacional e, pouco depois, tendo-se tornado maestro titular da Orquestra Sinfónica de Lisboa. Três anos depois, ganhou o cargo de professor de violoncelo e de orquestra no Conservatório Nacional.
Faleceu na Figueira da Foz em 1918, vítima de gripe pneumónica.

## Obra
- Rapsódia Eslava
- Babilónia, poema sinfónico
- Inês de Castro, ópera
- Saudade (Intermezzo), piano solo
- 2 Canções Italianas
- 3 Canções Francesas
- 4 Canções Portuguesas
- Berceuse
- Berceuse "À Minha Querida Mãe"
- Gondoliera, op. 9
- Lied
- Mazurka, op. 14
- Rapsódia Russa, op. 21
- Vision passée (Élégie), op. 13